# See See Rider
See See Rider, conosciuta anche come C.C. Rider, See See Rider Blues o Easy Rider, è un brano musicale blues, originariamente inciso dalla cantante Gertrude "Ma" Rainey nel 1924 e pubblicato su singolo nello stesso anno.
La canzone, composta dalla stessa Ma Rainey e da Lena Arant, ricorre a un testo tradizionale blues per raccontare la storia di un amore senza speranza, comunemente chiamato "easy rider": «See see rider, see what you have done», giocando sulla parola see simile al suono della parola easy.
Una delle versioni cover più celebri, è quella di Elvis Presley che era solito eseguire la canzone durante i suoi concerti degli anni settanta. Celeberrima anche la versione de The Animals con Eric Burdon.